# Bravo (Textverarbeitung)
Bravo war das erste WYSIWYG-Textverarbeitungsprogramm. Es unterstützte schon mehrere Schriftarten und lief auf dem Xerox Alto, dem ersten Computer mit einer grafischen Oberfläche. Entwickelt wurde es im Forschungszentrum Xerox PARC von Butler Lampson, Charles Simonyi und weiteren Mitarbeitern im Jahre 1974.
Bravo war ein sogenannter „modaler“ Editor. Die Buchstaben, die auf der Tastatur geschrieben wurden, waren Befehle, die von Bravo verarbeitet wurden. Infolge der grafischen Oberfläche (GUI) bot Bravo schon eine Unterstützung der Computermaus, mit der zwar der Cursor positioniert und Text markiert werden konnte, aber keine Befehle gegeben werden konnten.
Zusätzlich zu einer langen Liste von Befehlen für das Steuern der Formatierung des Textes (um z. B. die linken und rechten Seitenränder von Textabschnitten oder die Schriftarten einzustellen) unterstützte Bravo auch die Verwendung mehrfacher Puffer und auch mehrfacher Fenster. 
Obwohl Bravo normalerweise den Text mit Formatierung (z. B. mit Blocksatz, Textauszeichnungen, proportionale Schriftarten) anzeigte, versuchte es normalerweise nicht, eine druckidentische Darstellung zu erreichen. Der Bildschirm erreichte aber auch nur eine Auflösung von 72 dpi, während die bei Xerox PARC eingesetzten Laserdrucker 300 dpi erreichten. Deshalb konnte der damalige Bildschirm im Gegensatz zu den heutigen nur eine annähernde Druckvorschau bieten, welche in einem speziellen Darstellungsmodus angestrebt wurde. Aber auch in diesem Modus gab es das Problem, dass einzelne Buchstaben oder Wörter leicht vom eigentlichen Druckbild abwichen (was auch in heutigen Textverarbeitungsprogrammen fortbesteht).
Nachfolger von Bravo war BravoX, das ebenfalls unter der Leitung on Charles Simonyi in Xerox' "Advanced Systems Development"-Gruppe entwickelt wurde und für eine kommerzielle Nutzung vorgesehen war. Im Gegensatz zu Bravo war BravoX ein "modusfreier" Editor.
Bravo war auch ein Vorgänger für das 1975 von Larry Tesler und Timothy Mott bei Xerox PARC veröffentlichte Textverarbeitungsprogramm Gypsy, das erstmals mit einer per Computermaus bedienbaren grafischen Benutzerschnittstelle ausgestattet war und heute selbstverständliche Funktionen wie eine blinkende Eingabemarkierung, den Doppelklick zum Markieren von Wörtern und die Funktion „Ausschneiden/Kopieren und Einfügen“ enthielt.